# Provincia de Mediuna
La Provincia de Mediuna es una de las provincias de Marruecos, parte de la región de Casablanca-Settat. Tiene una superficie de 234 km² y 122.851 habitantes censados en 2004. 

## División administrativa
La provincia de Mediuna consta de dos municipios y tres comunas:

### Municipios
- Mediuna
- Tit Mellil

### Comunas
- Al Majjatia Oulad Taleb
- Lahraouyine
- Sidi Hajjaj Oued Hassar